# Haywood Highsmith
Haywood Lee Highsmith (Baltimora, 9 dicembre 1996) è un cestista statunitense, professionista in NBA.

## Carriera
Dopo i quattro anni di college passati alla Wheeling Jesuit University (22 punti e 12,5 rimbalzi di media nell'anno da senior in NCAA Division II), fa un provino per i Delaware Blue Coats, franchigia di D-League, figurando nel roster ad inizio stagione. Dopo 22 partite giocate a 13,4 punti media, viste le ottime prestazioni riceve la chiamata dalla NBA, firmando l'8 gennaio 2019 un two-way contract con i Philadelphia 76ers. La sera stessa esordisce nella partita vinta contro gli Washington Wizards, mettendo a referto 3 punti e 1 assist in 5 minuti.

## Statistiche

### NCAA II
| Anno      | Squadra            | PG  | PT  | MP   | TC%  | 3P%  | TL%  | RP   | AP  | PRP | SP  | PP   |
| --------- | ------------------ | --- | --- | ---- | ---- | ---- | ---- | ---- | --- | --- | --- | ---- |
| 2014-2015 | Wheeling Cardinals | 31  | 9   | 22,4 | 52,9 | 36,0 | 62,8 | 6,6  | 1,0 | 0,7 | 1,2 | 9,7  |
| 2015-2016 | Wheeling Cardinals | 31  | 31  | 29,3 | 55,6 | 36,0 | 64,8 | 9,4  | 2,2 | 1,2 | 1,4 | 14,5 |
| 2016-2017 | Wheeling Cardinals | 33  | 32  | 31,1 | 55,8 | 34,4 | 65,5 | 10,9 | 2,7 | 1,2 | 1,2 | 15,3 |
| 2017-2018 | Wheeling Cardinals | 31  | 31  | 36,6 | 55,4 | 40,5 | 75,7 | 12,6 | 3,0 | 1,9 | 1,8 | 22,0 |
| Carriera  | Carriera           | 126 | 103 | 29,9 | 55,1 | 37,7 | 68,4 | 9,9  | 2,2 | 1,3 | 1,4 | 15,4 |

### NBA

#### Regular Season
| Anno      | Squadra            | PG  | PT | MP   | TC%  | 3P%  | TL%  | RP  | AP  | PRP | SP  | PP  |
| --------- | ------------------ | --- | -- | ---- | ---- | ---- | ---- | --- | --- | --- | --- | --- |
| 2018-2019 | Philadelphia 76ers | 5   | 0  | 8,0  | 40,0 | 20,0 | 0,0  | 1,0 | 0,4 | 0,2 | 0,0 | 1,8 |
| 2021-2022 | Miami Heat         | 19  | 1  | 8,6  | 34,8 | 32,1 | 40,0 | 1,4 | 0,3 | 0,1 | 0,2 | 2,3 |
| 2022-2023 | Miami Heat         | 54  | 11 | 17,9 | 43,1 | 33,9 | 46,4 | 3,5 | 0,8 | 0,7 | 0,3 | 4,4 |
| 2023-2024 | Miami Heat         | 66  | 26 | 20,7 | 46,5 | 39,6 | 63,9 | 3,2 | 1,1 | 0,8 | 0,5 | 6,1 |
| 2024-2025 | Miami Heat         | 74  | 42 | 24,6 | 45,8 | 38,2 | 72,1 | 3,4 | 1,5 | 0,9 | 0,5 | 6,5 |
| Carriera  | Carriera           | 218 | 80 | 20,0 | 44,9 | 37,4 | 60,5 | 3,1 | 1,1 | 0,7 | 0,4 | 5,4 |

#### Play-off
| Anno     | Squadra    | PG | PT | MP   | TC%  | 3P%  | TL%  | RP  | AP  | PRP | SP  | PP  |
| -------- | ---------- | -- | -- | ---- | ---- | ---- | ---- | --- | --- | --- | --- | --- |
| 2022     | Miami Heat | 8  | 0  | 3,9  | 42,9 | 60,0 | -    | 0,6 | 0,4 | 0,0 | 0,0 | 1,1 |
| 2023     | Miami Heat | 18 | 0  | 8,9  | 61,5 | 50,0 | 80,0 | 1,3 | 0,3 | 0,6 | 0,1 | 3,3 |
| 2024     | Miami Heat | 5  | 0  | 25,2 | 35,7 | 18,8 | 100  | 2,8 | 1,6 | 0,2 | 0,2 | 4,8 |
| 2025     | Miami Heat | 4  | 0  | 21,0 | 57,9 | 46,7 | -    | 3,3 | 1,0 | 0,8 | 0,5 | 7,3 |
| Carriera | Carriera   | 35 | 0  | 11,5 | 51,6 | 40,4 | 83,3 | 1,6 | 0,6 | 0,4 | 0,1 | 3,5 |

#### Massimi in carriera
- Massimo di punti: 18 (2 volte)[3]
- Massimo di rimbalzi: 14 vs Washington Wizards (18 novembre 2022)
- Massimo di assist: 3 (6 volte)
- Massimo di palle rubate: 4 vs Chicago Bulls (20 dicembre 2022)
- Massimo di stoppate: 2 (4 volte)
- Massimo di minuti giocati: 42 vs Washington Wizards (18 novembre 2022)

### G League
| Anno      | Squadra         | PG  | PT | MP   | TC%  | 3P%  | TL%  | RP  | AP  | PRP | SP  | PP   |
| --------- | --------------- | --- | -- | ---- | ---- | ---- | ---- | --- | --- | --- | --- | ---- |
| 2018-2019 | Del. Blue Coats | 46  | 42 | 32,2 | 42,7 | 33,3 | 66,7 | 6,9 | 2,7 | 1,2 | 0,6 | 12,2 |
| 2019-2020 | Del. Blue Coats | 43  | 23 | 26,6 | 41,8 | 33,7 | 70,2 | 6,7 | 2,7 | 1,2 | 0,4 | 10,4 |
| 2021-2022 | Del. Blue Coats | 23  | 12 | 28,6 | 48,3 | 38,7 | 69,7 | 5,2 | 2,2 | 1,1 | 1,0 | 13,7 |
| Carriera  | Carriera        | 112 | 77 | 29,3 | 43,6 | 34,8 | 68,2 | 6,5 | 2,6 | 1,2 | 0,6 | 11,8 |